# Marphysa adenensis
Marphysa adenensis är en ringmaskart som beskrevs av Gravier 1900. Marphysa adenensis ingår i släktet Marphysa och familjen Eunicidae.
Artens utbredningsområde är Madagaskar. Inga underarter finns listade i Catalogue of Life.